# Campionato sudamericano maschile under 20 di calcio 2015
Il Campionato sudamericano di calcio Under-20 2015 è stata la 27ª edizione della competizione organizzata dalla CONMEBOL e riservata a giocatori Under-20. Si è svolto in Uruguay tra il 14 gennaio e il 7 febbraio 2015. L'Argentina ha vinto per la quinta volta il trofeo. Le prime quattro classificate si qualificano per il Campionato mondiale di calcio Under-20 2015.

## Partecipanti
Partecipano al torneo le rappresentative delle 10 associazioni nazionali affiliate alla Confederación sudamericana de Fútbol:
| - Argentina - Bolivia - Brasile - Cile - Colombia (campione in carica) |  | - Ecuador - Paraguay - Perù - Uruguay (paese organizzatore) - Venezuela |

## Stadi e città
Sono tre le città ospitanti e quattro gli impianti a disposizione.
| Colonia                      | Maldonado                |
| ---------------------------- | ------------------------ |
| Estadio Suppici              | Estadio Domingo Burgueño |
| Spettatori: 12 000           | Spettatori: 22 000       |
|                              |                          |
| Colonia Maldonado Montevideo |                          |
| Montevideo                   |                          |
| Estadio Gran Parque Central  | Estadio Centenario       |
| Spettatori: 28 000           | Spettatori: 65 235       |
|                              |                          |

## Prima fase
Se due o più squadre avessero terminato il girone a pari punti, la classifica finale sarebbe stata determinata in base a questi criteri:
1. differenza reti nel girone;
2. numero di goal segnati nel girone;
3. scontri diretti;
4. sorteggio.

### Gruppo A

#### Classifica
| Pos. | Squadra   | Pt | G | V | N | P | GF | GS | DR  |
| ---- | --------- | -- | - | - | - | - | -- | -- | --- |
| 1.   | Argentina | 9  | 4 | 3 | 0 | 1 | 14 | 5  | +9  |
| 2.   | Paraguay  | 7  | 4 | 2 | 1 | 1 | 7  | 5  | +2  |
| 3.   | Perù      | 7  | 4 | 2 | 1 | 1 | 6  | 7  | -1  |
| 4.   | Ecuador   | 6  | 4 | 2 | 0 | 2 | 9  | 8  | +1  |
| 5.   | Bolivia   | 0  | 4 | 0 | 0 | 4 | 2  | 13 | -11 |

#### Risultati
| Arbitro: | Ricardo Marques |

|                                                         |           |                             |
| Simeone 5’, 42’ Correa 20’ Martínez 32’ Monteseirín 39’ | Marcatori | 22’, 85’ (rig.) J. Cevallos |

| Arbitro: | Andrés Cunha |

|                                              |           |                         |
| Viera 3’ Díaz 23’ E. Araújo 55’ Medina 90+1’ | Marcatori | 38’ Iragua 49’ A. Pinto |

| Arbitro: | Adrián Vélez |

|  |           |           |
|  | Marcatori | 6’ Cañete |

| Arbitro: | Julio Bascuñán |

|  |           |                 |
|  | Marcatori | 46’, 76’ Succar |

| Arbitro: | Andrés Cunha |

|                                                                              |           |                                 |
| Prieto 23’ (aut.) Bernaola 28’ (aut.) Correa 32’ Simeone 41’, 89’ Suárez 78’ | Marcatori | 73’ Gonzales-Vigil 73’ da Silva |

| Arbitro: | José Argote |

|                                                      |           |  |
| J. Cevallos 34’, 40’ Burbano 50’ Parrales 87’, 90+1’ | Marcatori |  |

| Arbitro: | Ricardo Marques |

|               |           |                       |
| Santacruz 68’ | Marcatori | 6’ Parrales 88’ Cangá |

| Arbitro: | Adrián Vélez |

|  |           |              |
|  | Marcatori | 68’ da Silva |

| Arbitro: | José Argote |

|                             |           |  |
| Simeone 5’, 12’ Cardozo 72’ | Marcatori |  |

| Arbitro: | Julio Bascuñán |

|              |           |            |
| Amarilla 29’ | Marcatori | 23’ Succar |

### Gruppo B

#### Classifica
| Pos. | Squadra   | Pt | G | V | N | P | GF | GS | DR |
| ---- | --------- | -- | - | - | - | - | -- | -- | -- |
| 1.   | Uruguay   | 9  | 4 | 3 | 0 | 1 | 9  | 2  | +7 |
| 2.   | Brasile   | 9  | 4 | 3 | 0 | 1 | 6  | 4  | +2 |
| 3.   | Colombia  | 6  | 4 | 2 | 0 | 2 | 5  | 3  | +2 |
| 4.   | Venezuela | 3  | 4 | 1 | 0 | 3 | 1  | 5  | -4 |
| 5.   | Cile      | 3  | 4 | 1 | 0 | 3 | 4  | 11 | -7 |

#### Risultati
| Arbitro: | Enrique Cáceres |

|                       |           |            |
| M. Guilherme 42’, 46’ | Marcatori | 81’ Cuevas |

| Arbitro: | Mauro Vigliano |

|                 |           |  |
| Arambarri 90+1’ | Marcatori |  |

| Arbitro: | Diego Haro |

|                          |           |  |
| Echeverría 6’ Cuevas 58’ | Marcatori |  |

| Arbitro: | Roddy Zambrano |

|  |           |                           |
|  | Marcatori | 27’ Pereiro 59’ Arambarri |

| Arbitro: | Enrique Cáceres |

|  |           |                                |
|  | Marcatori | 12’ Borré 75’ Lucumí 81’ Otero |

| Arbitro: | Alejandro Mancilla |

|                        |           |  |
| Kenedy 72’ Gabriel 78’ | Marcatori |  |

| Arbitro: | Roddy Zambrano |

|            |           |  |
| Lucumí 60’ | Marcatori |  |

| Arbitro: | Mauro Vigliano |

|                                                                          |           |                |
| Acosta 20’, 45+1’ Echeverría 23’ (aut.) Pereiro 66’ Amaral 81’ Faber 88’ | Marcatori | 85’ Echeverría |

| Arbitro: | Diego Haro |

|                              |           |             |
| Thalles 42’ M. Guilherme 75’ | Marcatori | 50’ Manotas |

| Arbitro: | Alejandro Mancilla |

|  |           |            |
|  | Marcatori | 27’ Moreno |

## Girone finale

### Classifica
| Squadra qualificata per il campionato del mondo Under-20 2015 |

| Pos. | Squadra   | Pt | G | V | N | P | GF | GS | DR | DR                                               |
| ---- | --------- | -- | - | - | - | - | -- | -- | -- | ------------------------------------------------ |
| 1.   | Argentina | 13 | 5 | 4 | 1 | 0 | 10 | 2  | +8 | Olimpiadi estive 2016                            |
| 2.   | Colombia  | 9  | 5 | 2 | 3 | 0 | 7  | 2  | +5 | Play-off Olimpiadi estive 2016                   |
| 3.   | Uruguay   | 8  | 5 | 2 | 2 | 1 | 6  | 3  | +3 | Giochi panamericani 2015                         |
| 4.   | Brasile   | 7  | 5 | 2 | 1 | 2 | 7  | 5  | +2 | Giochi panamericani 2015 e Olimpiadi estive 2016 |
| 5.   | Perù      | 3  | 5 | 1 | 0 | 4 | 5  | 14 | -9 | Giochi panamericani 2015                         |
| 6.   | Paraguay  | 1  | 5 | 0 | 1 | 4 | 1  | 10 | -9 | Giochi panamericani 2015                         |

### Risultati
| Arbitro: | Enrique Cáceres |

|                       |           |  |
| Simeone 1’ Correa 77’ | Marcatori |  |

| Montevideo 26 gennaio 2015, ore 20:00 UTC-3 | Paraguay     | 0 – 0 referto | Colombia | Estadio Centenario\| Arbitro: \| Andrés Cunha \| |
| Arbitro:                                    | Andrés Cunha |               |          |                                                  |

| Montevideo 26 gennaio 2015, ore 22:10 UTC-3 | Brasile        | 0 – 0 referto | Uruguay | Estadio Centenario\| Arbitro: \| Julio Bascuñán \| |
| Arbitro:                                    | Julio Bascuñán |               |         |                                                    |

| Arbitro: | Diego Haro |

|                                |           |  |
| Y. Mamute 65’ M. Guilherme 77’ | Marcatori |  |

| Arbitro: | Roddy Zambrano |

|                 |           |                    |
| Compagnucci 88’ | Marcatori | 50’ (rig.) Barrera |

| Arbitro: | Mauro Vigliano |

|                                      |           |              |
| Acosta 27’ Pereiro 55’ Arambarri 77’ | Marcatori | 66’ Ugarriza |

| Arbitro: | José Argote |

|                           |           |            |
| Lucumí 25’, 90’ Borré 40’ | Marcatori | 23’ Succar |

| Arbitro: | Andrés Cunha |

|                            |           |  |
| M. Rolón 86’ Contreras 89’ | Marcatori |  |

| Arbitro: | Ricardo Marques |

|                        |           |  |
| Acosta 21’ Pereiro 37’ | Marcatori |  |

| Arbitro: | Adrián Vélez |

|  |           |                                                       |
|  | Marcatori | 47’ Nathan 56’, 62’ Thalles 71’ Malcom 81’ L. Pereira |

| Arbitro: | Julio Bascuñán |

|                               |           |  |
| Simeone 17’, 76’ L. Rolón 48’ | Marcatori |  |

| Montevideo 4 febbraio 2015, ore 22:10 UTC-3 | Uruguay         | 0 – 0 referto | Colombia | Estadio Centenario\| Arbitro: \| Enrique Cáceres \| |
| Arbitro:                                    | Enrique Cáceres |               |          |                                                     |

| Arbitro: | Mauro Vigliano |

|          |           |                                 |
| Díaz 84’ | Marcatori | 5’ Peña 10’ Cossio 23’ Ugarriza |

| Arbitro: | Roddy Zambrano |

|  |           |                                  |
|  | Marcatori | 57’ Barrera 73’, 90+1’ Rodríguez |

| Arbitro: | Ricardo Marques |

|                        |           |            |
| Driussi 35’ Correa 80’ | Marcatori | 7’ Pereiro |

## Classifica marcatori
| Gol |  |  | Giocatore              | Squadra   |
| --- |  |  | ---------------------- | --------- |
| 9   |  |  | Giovanni Simeone       | Argentina |
| 5   |  |  | Gastón Pereiro         | Uruguay   |
| 4   |  |  | Ángel Correa           | Argentina |
| 4   |  |  | Marcos Guilherme       | Brasile   |
| 4   |  |  | Jeison Lucumí          | Colombia  |
| 4   |  |  | José Cevallos Enríquez | Ecuador   |
| 4   |  |  | Alex Succar            | Perù      |
| 4   |  |  | Franco Acosta          | Uruguay   |